# Butvydas
Butvydas, död 1295, var en litauisk regent. Han var regerande storfurste av Litauen 1290–1295.